# Ниндзя (фильм, 1962)
«Ниндзя» (другие русские названия — «Банда убийц»; «Синоби») (яп. 忍びの者, синоби-но моно; англ. Band of Assassins) — японский фильм в жанре дзидайгэки (исторической драмы), поставленный режиссёром Сацуо Ямамото в 1962 году.  Экранизация популярного в те годы романа Томоёси Мураямы, хотя по сути и является традиционным фильмом жанра дзидайгэки для звезды экрана Райдзо Итикавы, сохранила привычное сочувствие режиссёра к простым людям, эксплуатируемым сильными мира сего.

## Сюжет
В 1570-х годах было много мастеров боевых искусств, экспертов в оккультизме, включая Гоэмона Исикаву, сгруппированных под руководством двух лидеров, Сандаю Момоти и Нагато Фудзибаяси, которые жили в двух разных фортах. Генерал Нобунага Ода почти объединил страну, но те, кто практиковал оккультизм и считал, что их искусство произошло от буддизма, были против него. Сандаю Момоти и Нагато Фудзибаяси приказывают своим людям убить генерала, но потенциальные убийцы пойманы людьми Оды и убиты. Гоэмона Исикаву не отправляют в миссию по убийству, Сандаю делает его своим личным помощником и Гоэмон помогает его молодой жене Инонэ, которая влюбляется в него. Когда Гоэмона и Инонэ застаёт врасплох Хата, служанка, которая также влюблена в Гоэмона, он пытается убежать из форта, в то же время Инонэ, следуя за ним, падает в колодец и погибает. Гоэмона ловит Сандаю, который приказывает ему отправиться в Киото и убить Оду.
Гоэмон следует за Одой в Сакаи. Здесь он встречает проститутку по имени Маки и решает жениться на ней. После того, как его спасла от полиции Хата, служанка из форта Момоти, он узнаёт от неё, что в теле Инонэ была найдена отравленная стрела и что его отец был убит Сандаю из-за его формулы для изготовления пороха. Когда Гоэмон говорит Сандаю, что собирается отречься от оккультизма, Сандаю пытается убить его, но тот сбегает и ведет тихую жизнь с Маки. Но Момоти находит его и угрожает лишить Маки жизни, если Гоэмон не исполнит его приказ и не убьёт Оду, находящегося в данный момент в Адзути. Для этого он дает ему сильнодействующий яд. В Адзути Гоэмон проделывает небольшое отверстие в потолке спальни Оды и бросает шелковую нить с ядом в рот генерала. Но Ода не умирает и вскоре отправляется в Ига, решив уничтожить оккультистов. Гоэмон спешит обратно в Ига, где лицезреет оба форта сожженными, и когда он находит тело Сандаю, то узнает в нём также и Нагато Фудзибаяси. Теперь, когда его хозяин-двойник мёртв, Гоэмон наконец-то может наслаждаться спокойной жизнью с Маки.

## В ролях
- Райдзо Итикава — Гоэмон Исикава
- Сихо Фудзимура — Маки
- Юноскэ Ито — Сандаю Момоти / Нагато Фудзибаяси
- Томисабуро Вакаяма (под псевдонимом Кэндзабуро Дзё) — Нобунага Ода
- Кацухико Кобаяси — Нобуо Ода
- Ёко Урадзи — Хинона
- Рэйко Фудзивара — Хата
- Титосэ Маки — Тамо
- Сабуро Датэ — Магодаю
- Кёко Кисида — Инонэ
- Ко Нисимура — Кидзару
- Ёси Като — Ёдзо
- Коити Мидзухара — отец Гоэмона

## Премьеры
- — 1 декабря 1962 года состоялась национальная премьера фильма в Токио[2]
- — 24 июля 2013 года показ в Москве в рамках программы "Секреты ниндзя" (Ретроспектива фильмов японских режиссеров в Москве)[3].

## Награды и номинации
Премия «Голубая лента»
- 13-я церемония награждения (1963)

- Премия лучшему актёру второго плана 1962 года — Юноскэ Ито.

Кинопремия «Майнити»
- * 17-я церемония награждения 1963 (за работы 1962 года)[5].

Выиграны:
- премия лучшей актрисе второго плана — Кёко Кисида (ex aequo — «Вкус сайры», «Нарушенный завет»).

## Комментарии
1. ↑  Под названием «Ниндзя» фильм переведён на русский язык и распространён в сети на торрент-трекерах и сайтах онлайн-просмотров. Русское название «Банда убийц» упоминается в книге Тадао Сато «Кино Японии», М., 1988, — оно происходит от английского названия фильма в мировом прокате (Band of Assassins), русское название «Синоби» также часто встречается в Интернете и происходит от транскрипционной системы записи японских слов кириллицей (по системе Поливанова - Синоби-но моно.)